# 2016 a filmművészetben
2016 a filmművészetben a 2016-os év fontosabb filmes eseményeit tartalmazza az alábbiak szerint:

## Események
- január 13. – a kaliforniai Beverly Hillsben átadták a 2016-os Golden Globe díjakat. A nyertesek mozifilmek között szerepelt A visszatérő, a Mentőexpedíció, az Agymanók, valamint – első magyar alkotásként – a Saul fia. Díjat vehetett át Alejandro González Iñárritu rendező (A visszatérő), Ennio Morricone zeneszerző (Aljas nyolcas), továbbá Leonardo DiCaprio (A visszatérő), Brie Larson (A szoba), Jennifer Lawrence (Joy) és Matt Damon (Mentőexpedíció). A televíziós alkotások közül díjazott a Mr. Robot, a Mozart in the Jungle és a Wolf Hall, a színészek közül pedig arany trófeát vehetett át Gael García Bernal (Mozart in the Jungle), Oscar Isaac (Mutassatok egy hőst), Lady Gaga (Amerikai Horror Story: Hotel), Christian Slater (Mr. Robot), valamint Maura Tierney (The Affair).

## Sikerfilmek

### Sikerfilmek Magyarországon
Forrás: Box Office Mojo, Hungary Yearly Box Office
| #   | Cím                                    | Forgalmazó    | Bevétel    | Megjelenés     |
| --- | -------------------------------------- | ------------- | ---------- | -------------- |
| 1.  | Zsivány Egyes – Egy Star Wars-történet | Fórum Hungary | $3 634 001 | december 15.   |
| 2.  | A kis kedvencek titkos élete           | UIP-Dunafilm  | $2 911 696 | augusztus 4.   |
| 3.  | Deadpool                               | InterCom Zrt. | $2 129 126 | február 11.    |
| 4.  | Nagyfater elszabadul                   | Freeman       | $1 743 349 | január 28.     |
| 5.  | Jégkorszak – A nagy bumm               | InterCom Zrt. | $1 612 086 | július 14.     |
| 6.  | Legendás állatok és megfigyelésük      | InterCom Zrt. | $1 486 533 | november 17.   |
| 7.  | Bridget Jones babát vár                | UIP-Dunafilm  | $1 462 991 | szeptember 15. |
| 8.  | Zootropolis – Állati nagy balhé        | Fórum Hungary | $1 456 306 | március 4.     |
| 9.  | Suicide Squad – Öngyilkos osztag       | InterCom Zrt. | $1 346 680 | augusztus 4.   |
| 10. | Énekelj!                               | UIP-Dunafilm  | $1 299 924 | december 22.   |

## Filmbemutatók Magyarországon

### Január
| Dátum | Magyar cím                         | Eredeti cím                            | Filmstúdió            | Rendező               | Főszereplők                                                                                     |
| ----- | ---------------------------------- | -------------------------------------- | --------------------- | --------------------- | ----------------------------------------------------------------------------------------------- |
| 7.    | Aljas nyolcas                      | The Hateful Eight                      | The Weinstein Company | Quentin Tarantino     | Channing Tatum, Samuel L. Jackson, Kurt Russell, Jennifer Jason Leigh, Walton Goggins, Tim Roth |
| 7.    | Megjött apuci!                     | Daddy’s Home                           | Paramount Pictures    | Sean Anders           | Will Ferrell, Mark Wahlberg, Linda Cardellini                                                   |
| 14.   | A visszatérő                       | The Revenant                           | 20th Century Fox      | Alejandro G. Iñárritu | Leonardo DiCaprio, Tom Hardy, Will Poulter, Domhnall Gleeson                                    |
| 14.   | Az 5. hullám                       | The 5th Wave                           | Columbia Pictures     | J Blakeson            | Liev Schreiber, Ron Livingston, Nick Robinson, Maggie Siff, Chloë Grace Moretz                  |
| 14.   | Steve Jobs                         | Steve Jobs                             | Universal Pictures    | Danny Boyle           | Michael Fassbender, Kate Winslet, Jeff Daniels, Seth Rogen                                      |
| 14.   | A kórus                            | Boychoir                               |                       | François Girard       | Dustin Hoffman, Josh Lucas, Eddie Izzard, Kathy Bates, Kevin McHale                             |
| 21.   | Creed: Apollo fia                  | Creed                                  | New Line Cinema       | Ryan Coogler          | Sylvester Stallone, Michael B. Jordan, Tessa Thompson, Phylicia Rashad,                         |
| 21.   | Pofázunk és végünk Miamiban        | Ride Along 2                           | Universal Pictures    | Tim Story             | Ice Cube, Kevin Hart, Ken Jeong, Olivia Munn, Bruce McGill, Tika Sumpter,                       |
| 21.   | Alvin és a mókusok – A mókás menet | Alvin and the Chipmunks: The Road Chip | 20th Century Fox      | Walt Becker           | Jason Lee, Tony Hale, Kimberly Williams-Paisley, Josh Green, Justin Long,                       |
| 28.   | A dán lány                         | The Danish Girl                        | Focus Features        | Tom Hooper            | Eddie Redmayne, Alicia Vikander, Ben Whishaw, Amber Heard, Matthias Schoenaerts                 |
| 28.   | Nagyfater elszabadul               | Dirty Granpa                           | Lions Gate            | Dan Mazer             | Robert De Niro, Zac Efron, Aubrey Plaza, Zoey Deutch                                            |
| 28.   | Breki, a békakirályfi              | Ribbit                                 |                       | Chuck Powers          | Sean Astin, Tim Curry, Russell Peters                                                           |
| 28.   | A szoba                            | Room                                   |                       | Lenny Abrahamson      | Brie Larson, Jacob Tremblay, Joan Allen, William H. Macy                                        |

### Február
| Dátum | Magyar cím                         | Eredeti cím                          | Filmstúdió               | Rendező               | Főszereplők |
| ----- | ---------------------------------- | ------------------------------------ | ------------------------ | --------------------- | --- |
| 4.    | A fekete ötven árnyalata           | Fifty Shades of Black                |                          | Michael Tiddes        | Marlon Wayans, Kali Hawk, Jane Seymour                                                                             |
| 4.    | Viharlovagok                       | The Finest Hours                     | Walt Disney Pictures     | Craig Gillespie       | Chris Pine, Casey Affleck, Ben Foster, Holliday Grainger, John Ortiz, Eric Bana                                    |
| 4.    | A nagy dobás                       | The Big Short                        | Paramount Pictures       | Adam McKay            | Steve Carell, Christian Bale, Ryan Gosling, Brad Pitt                                                              |
| 4.    | A fiú                              | The Boy                              | Cinetel Kft.             | William Brent Bell    | Lauren Cohan, Rupert Evans, Jim Norton, Diana Hardcastle, Ben Robson, James Russell                                |
| 4.    | Brooklyn                           | Brooklyn                             | Fox Searchlight Pictures | John Crowley          | Saoirse Ronan, Emory Cohen, Domhnall Gleeson, Jim Broadbent, Julie Walters                                         |
| 11.   | Deadpool                           | Deadpool                             | 20th Century Fox         | Tim Miller            | Ryan Reynolds, Gina Carano, Morena Baccarin, T. J. Miller                                                          |
| 11.   | Hogyan legyünk szinglik?           | How to Be Single                     | New Line Cinema          | Christian Ditter      | Dakota Johnson, Alison Brie, Leslie Mann, Rebel Wilson                                                             |
| 11.   | Norm, az északi                    | Norm of the North                    | Lionsgate                | Trevor Wall           | Rob Schneider, Heather Graham, Ken Jeong, Bill Nighy                                                               |
| 11.   | Carol                              | Carol                                | Number 9 Films           | Todd Haynes           | Cate Blanchett, Rooney Mara, Sarah Paulson, Kyle Chandler                                                          |
| 18.   | Félvilág                           | –                                    | Szupermodern Stúdió Kft  | Szász Attila          | Kovács Patrícia, Gryllus Dorka, Döbrösi Laura, Kulka János, Sándor Péter, Sztarenki Dóra, Lőte Attila, Bordán Irén |
| 18.   | Spotlight – Egy nyomozás részletei | Spotlight                            | InterCom Zrt.            | Tom McCarthy          | Mark Ruffalo, Michael Keaton, Rachel McAdams, Liev Schreiber, Stanley Tucci                                        |
| 18.   | Hókirálynő 2.                      | Snezhnaya koroleva 2. Snezhnyy korol | Wizart Animation         | Aleksey Tsitsilin     | |
| 18.   | Férfiak és csirkék                 | Mænd & høns                          | M&M Productions          | Anders Thomas Jensen  | David Dencik, Mads Mikkelsen, Nikolaj Lie Kaas, Nicolas Bro                                                        |
| 25.   | Ave, Cézár!                        | Hail Caesar!                         | Universal Pictures       | Ethan Coen, Joel Coen | Josh Brolin, George Clooney, Ralph Fiennes, Tilda Swinton, Channing Tatum, Scarlett Johansson                      |
| 25.   | Egyiptom istenei                   | Gods of Egypt                        | Summit Entertainment     | Alex Proyas           | Chadwick Boseman, Rufus Sewell, Gerard Butler, Nikolaj Coster-Waldau, Geoffrey Rush                                |

### Március
| Dátum | Magyar cím                                    | Eredeti cím                        | Filmstúdió           | Rendező                  | Főszereplők                                                                                         |
| ----- | --------------------------------------------- | ---------------------------------- | -------------------- | ------------------------ | --------------------------------------------------------------------------------------------------- |
| 3.    | Zootropolis – Állati nagy balhé               | Zootopia                           | Walt Disney Pictures | Byron Howard, Rich Moore | Idris Elba, J. K. Simmons, Jason Bateman, Alan Tudyk, Jenny Slate                                   |
| 3.    | Agyas és agyatlan                             | Grimsby                            | Columbia Pictures    | Louis Leterrier          | Sacha Baron Cohen, Mark Strong, Isla Fisher, Penélope Cruz, Rebel Wilson, Ian McShane, Scott Adkins |
| 3.    | Minden út Rómába vezet                        | All Roads Lead to Rome             | Paradox Studios      | Ella Lemhagen            | Sarah Jessica Parker, Rosie Day, Raoul Bova, Paz Vega, Claudia Cardinale                            |
| 10.   | Támadás a Fehér Ház ellen 2. – London ostroma | London Has Fallen                  | Millennium Films     | Babak Najafi             | Charlotte Riley, Gerard Butler, Aaron Eckhart, Morgan Freeman                                       |
| 10.   | A beavatott-sorozat: A hűséges                | The Divergent Series: Allegiant    | Lionsgate Films      | Robert Schwentke         | Shailene Woodley, Theo James, Zoë Kravitz, Naomi Watts, Miles Teller, Jeff Daniels                  |
| 10.   | Csokoládé                                     | Chokolat                           | Gaumont              | Roschdy Zem              | Omar Sy, James Thierrée, Clotilde Hesme, Olivier Gourmet                                            |
| 10.   | A keresztapa (újra bemutatás)                 | The Godfather                      | Paramount Pictures   | Francis Ford Coppola     | Marlon Brando, Al Pacino, James Caan, Robert Duvall, Diane Keaton                                   |
| 16.   | Mennyei csodák                                | Miracles from Heaven               | Columbia Pictures    | Patricia Riggen          | Jennifer Garner, Kylie Rogers, Martin Henderson, Eugenio Derbez                                     |
| 17.   | Kung Fu Panda 3.                              | Kung Fu Panda 3                    | DreamWorks           | Jennifer Yuh             | Jack Black, Angelina Jolie, Dustin Hoffman, Jackie Chan, Seth Rogen, Lucy Liu                       |
| 17.   | Zoolander 2.                                  | Zoolander 2                        | Red Hour Films       | Ben Stiller              | Ben Stiller, Owen Wilson, Olivia Munn, Penélope Cruz, Benedict Cumberbatch, Will Ferrell            |
| 17.   | Janis – A Janis Joplin-sztori                 | Janis: Little Girl Blue            | Disarming Films      | Amy Berg                 | Janis Joplin, Cat Power, Peter Albin                                                                |
| 24.   | Batman Superman ellen – Az igazság hajnala    | Batman v Superman: Dawn of Justice | Warner Bros.         | Zack Snyder              | Ben Affleck, Henry Cavill, Jesse Eisenberg, Amy Adams, Gal Gadot, Jason Momoa, Ezra Miller          |
| 24.   | Hétköznapi titkaink                           | Louder Than Bombs                  | Arte France Cinéma   | Joachim Trier            | Jesse Eisenberg, Rachel Brosnahan, Amy Ryan, Gabriel Byrne, David Strathairn                        |
| 24.   | Zero                                          | –                                  | Katapult Film        | Nemes Gyula              | Kovács Krisztián, Udo Kier, Martina Krátká, Tóth Orsolya, Nemes Jeles László                        |
| 31.   | Bazi nagy görög lagzi 2.                      | My Big Fat Greek Wedding 2         | HBO Films            | Kirk Jones               | Nia Vardalos, John Stamos, John Corbett, Rita Wilson                                                |
| 31.   | Eddie, a sas                                  | Eddie the Eagle                    | Marv Films           | Dexter Fletcher          | Taron Egerton, Hugh Jackman, Christopher Walken, Tim McInnerny                                      |
| 31.   | Momentum                                      | Momentum                           | Thaba Media          | Stephen S. Campanelli    | Olga Kurylenko, James Purefoy, Morgan Freeman, Jenna Saras, Karl Thaning                            |

### Április
| Dátum | Magyar cím                                        | Eredeti cím                  | Filmstúdió              | Rendező                        | Főszereplők                                                                                                |
| ----- | ------------------------------------------------- | ---------------------------- | ----------------------- | ------------------------------ | --- |
| 7.    | A főnök                                           | The Boss                     | Universal Pictures      | Ben Falcone                    | Melissa McCarthy, Kristen Bell, Peter Dinklage, Kathy Bates                                                |
| 7.    | Hardcore Henry                                    | Hardcore Henry               | Bazelevs Production     | Ilya Naishuller                | Haley Bennett, Tim Roth, Sharlto Copley                                                                    |
| 7.    | Robinson Crusoe                                   | Robinson Crusoe              | StudioCanal             | Vincent Kesteloot              | Ilka Bessin, Dieter Hallervorden, Matthias Schweighöfer                                                    |
| 7.    | Mama                                              | Ma Ma                        | Backup Media            | Julio Medem                    | Penélope Cruz, Silvia Abascal, Àlex Brendemühl, Elena Carranza, Luis Tosar                                 |
| 14.   | Nyakas kakas                                      | Un gallo con muchos huevos   | Pantelion Films         | Gabriel Riva Palacio Alatriste | Bruno Bichir, Carlos Espejel, Angélica Vale, Maite Perroni                                                 |
| 14.   | Jöttünk, láttunk, visszamennénk 3. – A forradalom | Les Visiteurs: La Révolution | Gaumont                 | Jean-Marie Poiré               | Jean Reno, Christian Clavier, Marie-Anne Chazel, Franck Dubosc, Karin Viard, Sylvie Testud                 |
| 14.   | Cloverfield Lane 10                               | 10 Cloverfield Lane          | Paramount Pictures      | Dan Trachtenberg               | Mary Elizabeth Winstead, John Goodman, John Gallagher Jr.                                                  |
| 14.   | Hurok                                             | –                            | Café Film               | Madarász Isti                  | Száraz Dénes, Martinovics Dorina, Anger Zsolt, Hegedűs D. Géza                                             |
| 21.   | Beépített tudat                                   | Criminal                     | Lionsgate               | Ariel Vromen                   | Gal Gadot, Ryan Reynolds, Kevin Costner, Gary Oldman, Tommy Lee Jones, Scott Adkins, Alice Eve             |
| 21.   | A dzsungel könyve                                 | The Jungle Book              | Walt Disney             | Jon Favreau                    | Scarlett Johansson, Idris Elba, Bill Murray, Ben Kingsley, Christopher Walken, Lupita Nyong’o              |
| 21.   | A Vadász és a Jégkirálynő                         | The Huntsman Winter’s War    | Universal Pictures      | Cedric Nicolas-Troyan          | Chris Hemsworth, Jessica Chastain, Emily Blunt, Charlize Theron, Sam Claflin                               |
| 21.   | Én és Kaminski                                    | Ich und Kaminski             | ED Productions Sprl     | Wolfgang Becker                | Daniel Brühl, Jesper Christensen, Amira Casar, Geraldine Chaplin, Denis Lavant                             |
| 28.   | Anyák napja                                       | Mother's Day                 | Aperture Media Partners | Garry Marshall                 | Jennifer Aniston, Julia Roberts, Britt Robertson, Kate Hudson, Jason Sudeikis, Timothy Olyphant            |
| 28.   | Gyilkos páros                                     | Mr. Right                    | Amasia Entertainment    | Paco Cabezas                   | Anna Kendrick, Sam Rockwell, Tim Roth, Anson Mount                                                         |
| 28.   | Ratchet és Clank: A galaxis védelmezői            | Ratchet and Clank            | Blockade Entertainment  | Kevin Munroe                   | James Arnold Taylor, David Kaye, Jim Ward, Rosario Dawson, Sylvester Stallone, John Goodman, Paul Giamatti |

### Május
| Dátum | Magyar cím                     | Eredeti cím                  | Filmstúdió           | Rendező                  | Főszereplők                                                                                               |
| ----- | ------------------------------ | ---------------------------- | -------------------- | ------------------------ | --- |
| 5.    | Amerika Kapitány: Polgárháború | Captain America: Civil War   | Marvel Entertainment | Joe Russo, Anthony Russo | Robert Downey Jr., Chris Evans, Paul Rudd, Jeremy Renner, Anthony Mackie, Scarlett Johansson, Tom Holland |
| 5.    | Az alsó szomszéd               | Un etaj mai jos              | BLECK FILM & TV AB   | Radu Muntean             | Ionut Bora, Liviu Cheloiu, Calin Chirila, Teodor Corban, Ioana Flora                                      |
| 12.   | Rossz szomszédság 2.           | Neighbors 2: Sorority Rising | Universal Pictures   | Nicholas Stoller         | Seth Rogen, Chloë Grace Moretz, Rose Byrne, Zac Efron, Selena Gomez                                       |
| 12.   | Angry Birds – A film           | Angry Birds                  | Fergal Reilly        | Columbia Pictures        | Peter Dinklage, Kate McKinnon, Jason Sudeikis, Danny McBride, Maya Rudolph                                |
| 19.   | X-Men: Apokalipszis            | X-Men: Apocalypse            | 20th Century Fox     | Bryan Singer             | Oscar Isaac, Jennifer Lawrence, Michael Fassbender, James McAvoy, Nicholas Hoult, Rose Byrne              |
| 19.   | Kivégzési parancs              | Kill Command                 | Vertigo Films        | Steven Gomez             | Vanessa Kirby, Thure Lindhardt, David Ajala, Tom McKay, Mike Noble                                        |
| 19.   | A lánykirály                   | The Girl King                | Mika Kaurismäki      | Marianna Films           | Malin Buska, Sarah Gadon, Michael Nyqvist, Lucas Bryant, Laura Birn                                       |
| 26.   | Warcraft: A kezdetek           | Warcraft                     | Duncan Jones         | UIP-Duna                 | Travis Fimmel, Clancy Brown, Robert Kazinsky, Paula Patton, Ben Foster, Toby Kebbell, Dominic Cooper      |
| 26.   | Rendes fickók                  | The Nice Guy                 | Shane Black          | Warner Bros.             | Ryan Gosling, Russell Crowe, Matt Bomer, Kim Basinger, Keith David                                        |
| 26.   | Pelé                           | Pelé: Birth of a Legend      | Michael Zimbalist    | Imagine Entertainment    | Leonardo Lima Carvalho, Vincent D’Onofrio, Rodrigo Santoro, Diego Boneta                                  |
| 26.   | A legkúlabb nap                | Der geilste Tag              | Florian David Fitz   | Pantaleon Films          | Florian David Fitz, Matthias Schweighöfer, Rainer Bock, Alexandra Maria Lara                              |

### Június
| Dátum | Magyar cím                               | Eredeti cím                                          | Filmstúdió                       | Rendező                 | Főszereplők                                                                                            |
| ----- | ---------------------------------------- | ---------------------------------------------------- | -------------------------------- | ----------------------- | --- |
| 2.    | Máris hiányzol                           | Miss You Already                                     |                                  | Catherine Hardwicke     | Drew Barrymore, Toni Collette, Dominic Cooper, Jacqueline Bisset                                       |
| 2.    | Pénzes cápa                              | Money Monster                                        |                                  | Jodie Foster            | George Clooney, Julia Roberts, Jack O’Connell, Giancarlo Esposito                                      |
| 2.    | Alice Tükörországban                     | Alice in Wonderland: Through The Looking Glass       | Walt Disney Pictures             | James Bobin             | Mia Wasikowska, Johnny Depp, Anne Hathaway, Rhys Ifans, Alan Rickman                                   |
| 9.    | Szemfényvesztők 2.                       | Now You See Me: The Second Act                       | Summit Entertainment (Lionsgate) | Jon M. Chu              | Woody Harrelson, Mark Ruffalo, Daniel Radcliffe, Michael Caine                                         |
| 9.    | Démonok között 2.                        | The Conjuring 2                                      | Warner Bros. Pictures            | James Wan               | Vera Farmiga, Patrick Wilson, Frances O’Connor, Madison Wolfe                                          |
| 16.   | Központi hírszerzés                      | Central Intelligence                                 | New Line Cinema                  | Rawson Marshall Thurber | Dwayne Johnson, Kevin Hart, Amy Ryan, Ed Helms, Aaron Paul                                             |
| 16.   | Szenilla nyomában                        | Finding Dory                                         | Walt Disney Pictures             | Andrew Stanton          | Ellen DeGeneres, Ed O’Neill, Ty Burrell, Kaitlin Olson, Albert Brooks, Diane Keaton                    |
| 16.   | Mielőtt megismertelek                    | Me Before You                                        | Warner Bros.                     | Thea Sharrock           | Sam Claflin, Emilia Clarke, Charles Dance, Jenna Coleman, Matthew Lewis                                |
| 23.   | A függetlenség napja – Feltámadás        | The Independence Day Resurgence                      | 20th Century Fox                 | Roland Emmerich         | Liam Hemsworth, Jeff Goldblum, Bill Pullman, Judd Hirsch, Vivica A. Fox, Brent Spiner                  |
| 23.   | Neon démon                               | The Neon Demon                                       |                                  | Nicolas Winding Refn    | Elle Fanning, Karl Glusman, Jena Malone, Bella Heathcote, Abbey Lee, Christina Hendricks, Keanu Reeves |
| 30.   | Tini Nindzsa Teknőcök: Elő az árnyékból! | The Teenage Mutant Ninja Turtles: Out of the Shadows | Paramount Pictures               | David Green             | Megan Fox, Will Arnett, Alan Ritchson, Noel Fisher, Pete Ploszek, Jeremy Howard, Stephen Amell         |
| 30.   | Tarzan legendája                         | The Legend of Tarzan                                 | Warner Bros.                     | David Yates             | Alexander Skarsgard, Samuel L. Jackson, Margot Robbie, Christoph Waltz                                 |
| 30.   | Vakító napfényben                        | A Bigger Splash                                      |                                  | Luca Guadagnino         | Dakota Johnson, Tilda Swinton, Matthias Schoenaerts, Ralph Fiennes                                     |

### Július
| Dátum | Magyar cím                                 | Eredeti cím                      | Filmstúdió              | Rendező           | Főszereplők                                                                                |
| ----- | ------------------------------------------ | -------------------------------- | ----------------------- | ----------------- | ------------------------------------------------------------------------------------------ |
| 7.    | Csontok és skalpok                         | Bone Tomahawk                    | Caliber Media Company   | S. Craig Zahler   | Kurt Russell, Patrick Wilson, Matthew Fox, Richard Jenkins, David Arquette                 |
| 7.    | Terminátor – A halálosztó (újra bemutatás) | The Terminator                   | Pacific Western         | James Cameron     | Arnold Schwarzenegger, Linda Hamilton, Michael Biehn, Lance Henriksen                      |
| 7.    | Mike és Dave esküvőhöz csajt keres         | Mike and Dave Need Wedding Dates | 20th Century Fox        | Jake Szymanski    | Zac Efron, Adam DeVine, Anna Kendrick, Aubrey Plaza, Chloe Bridges                         |
| 7.    | Az ember, akit Ovénak hívnak               | En man som heter Ove             | Film Väst               | Hannes Holm       | Rolf Lassgård, Zozan Akgün, Tobias Almborg, Viktor Baagøe                                  |
| 14.   | Jégkorszak – A nagy bumm                   | Ice Age: Collision Course        | TriStar Pictures        | Mike Thurmeier    | Jennifer Lopez, Simon Pegg, John Leguizamo, Ray Romano, Denis Leary                        |
| 14.   | Életem nagy szerelme                       | Un homme a la hauteur            | Gaumont                 | Laurent Tirard    | Jean Dujardin, Virginie Efira, Cédric Kahn, César Domboy                                   |
| 14.   | Emlékezz!                                  | Remember                         | Serendipity Point Films | Atom Egoyan       | Christopher Plummer, Kim Roberts, Amanda Smith, Martin Landau, Mark Fisher, Bruno Ganz     |
| 21.   | Star Trek: Mindenen túl                    | Star Trek Beyond                 | Paramount Pictures      | Justin Lin        | Chris Pine, Karl Urban, Simon Pegg, Anton Yelchin, Sofia Boutella, Idris Elba, Zoe Saldana |
| 21.   | Amikor kialszik a fény                     | Lights Out                       | New Line Cinema         | David F. Sandberg | Teresa Palmer, Gabriel Bateman, Alexander DiPersia, Billy Burke, Maria Bello               |
| 28.   | Jason Bourne                               | Jason Bourne                     | Paramount Pictures      | Paul Greengrass   | Matt Damon, Alicia Vikander, Julia Stiles, Tommy Lee Jones, Vincent Cassel                 |
| 28.   | Szellemirtók                               | Ghostbusters                     | Columbia Pictures       | Paul Feig         | Kate McKinnon, Melissa McCarthy, Kristen Wiig, Leslie Jones, Chris Hemsworth               |

### Augusztus
| Dátum | Magyar cím                       | Eredeti cím             | Filmstúdió                | Rendező                     | Főszereplők                                                                             |
| ----- | -------------------------------- | ----------------------- | ------------------------- | --------------------------- | --------------------------------------------------------------------------------------- |
| 4.    | Suicide Squad – Öngyilkos osztag | Suicide Squad           | Warner Bros. / DC Comics  | David Ayer                  | Margot Robbie, Will Smith, Jared Leto, Cara Delevingne, Jai Courtney, Joel Kinnaman     |
| 4.    | A kis kedvencek titkos élete     | The Secret Life of Pets | Universal Pictures        | Chris Renaud, Yarrow Cheney | Kevin Hart, Ellie Kemper, Lake Bell, Jenny Slate, Steve Coogan                          |
| 11.   | A zátony                         | The Shallows            | Columbia Pictures         | Jaume Collet-Serra          | Blake Lively, Óscar Jaenada, Brett Cullen                                               |
| 11.   | Rossz anyák                      | Bad Moms                | STX Entertainment         | Scott Moore                 | Mila Kunis, Kathryn Hahn, Kristen Bell, Jada Pinkett Smith, Christina Applegate, Kesha  |
| 11.   | A játszma                        | The Call Up             | Red & Black Films         | Charles Barker              | Morfydd Clark, Chris Obi, Parker Sawyers, Tom Benedict Knight                           |
| 11.   | Micsoda spanyol éjszaka!         | Mi gran noche           | Canal Plus                | Álex de la Iglesia          | Raphael, Mario Casas, Pepón Nieto, Blanca Suárez, Hugo Silva, Carmen Machi              |
| 18.   | Ben-Hur                          | Ben-Hur                 | Paramount Pictures        | Timur Bekmambetov           | Jack Huston, Toby Kebbell, Nazanin Boniadi, Haluk Bilginer, Morgan Freeman, Pilou Asbæk |
| 18.   | Haverok fegyverben               | War Dogs                | Warner Bros.              | Todd Phillips               | Miles Teller, Jonah Hill, Bradley Cooper, Barry Livingston, Ana de Armas                |
| 18.   | Elliott, a sárkány               | Pete’s Dragon           | Walt Disney               | David Lowery                | Oakes Fegley, Bryce Dallas Howard, Karl Urban, Robert Redford, Wes Bentley, Craig Hall  |
| 25.   | A barátságos óriás               | The BFG                 | Walt Disney Pictures      | Steven Spielberg            | Rebecca Hall, Mark Rylance, Bill Hader, Jemaine Clement, Matt Frewer                    |
| 25.   | Vaksötét                         | Don't Breathe           | Sony Pictures             | Fede Álvarez                | Stephen Lang, Jane Levy, Dylan Minnette, Daniel Zovatto                                 |
| 25.   | Palackposta                      | Flaskepost fra P        | Zentropa Entertainments20 | Hans Petter Moland          | Nikolaj Lie Kaas, Fares Fares, Pål Sverre Hagen, Amanda Collin, Jakob Oftebro           |
| 25.   | Ponyvaregény (újra bemutatás)    | Pulp Fiction            | Miramax                   | Quentin Tarantino           | John Travolta, Samuel L. Jackson, Uma Thurman, Bruce Willis, Ving Rhames, Tim Roth      |

### Szeptember
| Dátum | Magyar cím                                         | Eredeti cím                                 | Filmstúdió                                           | Rendező                           | Főszereplők |
| ----- | -------------------------------------------------- | ------------------------------------------- | ---------------------------------------------------- | --------------------------------- | --- |
| 1.    | A mestergyilkos – Feltámadás                       | Mechanic: Resurrection                      | Summit Entertainment                                 | Dennis Gansel                     | Jason Statham, Tommy Lee Jones, Jessica Alba, Michelle Yeoh                                                                                       |
| 1.    | A remény receptje                                  | An                                          | Aeon Entertainment / Aszahi Sinbun                   | Kavasze Naomi                     | Kiki Kirin, Nagasze Maszatos, Kjara Ucsida |
| 1.    | Bosch – A gyönyörök kertje                         | El Bosco. El jardín de los sueños           | López-Li Films, Mondex&cie, Museo Nacional del Prado | José Luis López-Linares           | Miquel Barceló, Michel Onfray, Orhan Pamuk, Salman Rushdie                                                                                        |
| 1.    | Jonas Kaufmann: Egy est Puccinivel                 | Jonas Kaufmann: An Evening with Puccini     | Arts Alliance                                        | Brian Large                       | Jonas Kaufmann, Jochen Rieder |
| 1.    | Szexkemping                                        | Renesse                                     | Marmalade Films                                      | Willem Gerritsen                  | Niek Roozen, Martijn van Eijzeren, Simon Kindermans                                                                                               |
| 8.    | Florence – A tökéletlen hang                       | Florence Foster Jenkins                     | Paramount Pictures                                   | Stephen Frears                    | Meryl Streep, Hugh Grant, Simon Helberg, Rebecca Ferguson, Nina Arianda                                                                           |
| 8.    | Kilenc élet                                        | Nine Lives                                  | EuropaCorp                                           | Barry Sonnenfeld                  | Jennifer Garner, Kevin Spacey, Christopher Walken, Malina Weissman                                                                                |
| 8.    | Mondd ki, hogy uborka!                             | Des nouvelles de la planète Mars            | Diaphana Films, Artémis Productions, France 3 Cinéma | Dominik Moll                      | François Damiens, Vincent Macaigne, Veerle Baetens, Jeanne Guittet, Tom Rivoire                                                                   |
| 8.    | Sully – Csoda a Hudson folyón                      | Sully                                       | Warner Bros.                                         | Clint Eastwood                    | Tom Hanks, Laura Linney, Anna Gunn, Aaron Eckhart, Sam Huntington, Ann Cusack                                                                     |
| 15.   | Bridget Jones babát vár                            | Bridget Jones’s Baby                        | Universal Pictures                                   | Sharon Maguire                    | Renée Zellweger, Colin Firth, Patrick Dempsey |
| 15.   | Fantomfiú                                          | Phantom Boy                                 | Folimage, Lunanime, France 3 Cinéma                  | Alain Gagnol, Jean-Loup Felicioli | Audrey Tautou, Edouard Baer |
| 15.   | Ütközés                                            | Collide                                     | IM Global Film Fund                                  | Eran Creevy                       | Nicholas Hoult, Felicity Jones, Anthony Hopkins, Ben Kingsley                                                                                     |
| 16.   | Snowden                                            | Snowden                                     | Endgame Entertainment                                | Oliver Stone                      | Joseph Gordon-Levitt, Shailene Woodley, Scott Eastwood, Nicolas Cage, Timothy Olyphant, Melissa Leo                                               |
| 22.   | A hét mesterlövész                                 | The Magnificent Seven                       | Sony Pictures                                        | Antoine Fuqua                     | Denzel Washington, Chris Pratt, Ethan Hawke, Vincent D’Onofrio, Byung Hun Lee, Jason Momoa, Matthew Bomer                                         |
| 22.   | Casablanca (újra bemutatás)                        | Casablanca                                  | Warner Bros.                                         | Kertész Mihály                    | Humphrey Bogart, Ingrid Bergman, Peter Lorre, Conrad Veidt, Paul Henreid, S. Z. Sakall, Sydney Greenstreet, Madeleine LeBeau, Dooley Wilson       |
| 22.   | Gólyák                                             | Storks                                      | Warner Bros.                                         | Nicholas Stoller                  | Andy Samberg, Kelsey Grammer, Keegan-Michael Key, Jordan Peele                                                                                    |
| 22.   | Határtalan szerelem                                | Enas Allos Kosmos                           | Plus Productions                                     | Christopher Papakaliatis          | J. K. Simmons, Christopher Papakaliatis, Osvárt Andrea, Maria Kavoyianni                                                                          |
| 22.   | Idegpálya                                          | Nerve                                       | LionsGate                                            | Ariel Shulman                     | Emma Roberts, Dave Franco, Juliette Lewis |
| 22.   | Kút                                                | ––                                          | KMH Film                                             | Gigor Attila                      | Jankovics Péter, Kovács Zsolt, Trokán Nóra, Kurta Niké, Tzafetás Roland, Pokorny Lia                                                              |
| 23.   | Havana Moon – The Rolling Stones Live in Cuba 2016 | Rolling Stones Havana Moon                  | Endgame Entertainment                                | Paul Dugdale                      | Mick Jagger, Keith Richards, Charlie Watts, Ronnie Wood                                                                                           |
| 29.   | Ernelláék Farkaséknál                              | ––                                          | FocusFox Studio                                      | Hajdu Szabolcs                    | Hajdu Szabolcs, Török-Illyés Orsolya, Tankó Erika, Szabó Domokos, Hajdu Lujza, Hajdu Zsigmond                                                     |
| 29.   | Kiéhezettek                                        | The Girl with All the Gifts                 | Poison Chef                                          | Colm McCarthy                     | Gemma Arterton, Glenn Close, Paddy Considine, Dominique Tipper, Anamaria Marinca                                                                  |
| 29.   | Mélytengeri pokol                                  | Deepwater Horizont                          | Freeman Film                                         | Peter Berg                        | Mark Wahlberg, Kurt Russell, John Malkovich, Dylan O’Brien, Gina Rodriguez, Kate Hudsons                                                          |
| 29.   | Toni Erdmann                                       | Toni Erdmann                                | Komplizen Film, Coop99 Filmproduktion, KNM           | Maren Ade                         | Sandra Hüller, Peter Simonischek, Michael Wittenborn                                                                                              |
| 29.   | Vándorsólyom kisasszony különleges gyermekei       | Miss Peregrine’s Home for Peculiar Children | 20th Century Fox                                     | Tim Burton                        | Eva Green, Asa Butterfield, Ella Purnell, Chris O’Dowd, Allison Janney, Terence Stamp, Kim Dickens, Rupert Everett, Judi Dench, Samuel L. Jackson |

### Október
| Dátum | Magyar cím                   | Eredeti cím                 | Filmstúdió                                            | Rendező                            | Főszereplők                                                                                    |
| ----- | ---------------------------- | --------------------------- | ----------------------------------------------------- | ---------------------------------- | ---------------------------------------------------------------------------------------------- |
| 3.    | A lány a vonaton             | The Girl on the Train       | DreamWorks Pictures                                   | Tate Taylor                        | Emily Blunt, Justin Theroux, Haley Bennett, Rebecca Ferguson, Edgar Ramirez                    |
| 3.    | Kubo és a varázshúrok        | Kubo and the Two Strings    | Laika Entertainment                                   | Travis Knight                      | Art Parkinson, Rooney Mara, Charlize Theron, Matthew McConaughey, Ralph Fiennes                |
| 3.    | Nézd, ki van itt             | Er ist wieder da            | Mythos Film                                           | David Wnendt                       | Oliver Masucci, Fabian Busch, Christoph Maria Herbst, Katja Riemann                            |
| 3.    | Pizsamaparti                 | Siv sover vilse             | Snowcloud Films, Viking Film, Sveriges Television     | Catti Edfeldt, Lena Hanno          | Astrid Lövgren, Lilly Brown, Henrik Gustafsson                                                 |
| 3.    | Tűz a tengeren               | Fuocoammare                 | Stemal Entertainment                                  | Gianfranco Rosi                    | Pietro Bartolo, Samuele Caruana, María Costa, Mattias Cucina                                   |
| 3.    | Virsliparti                  | Sausage Party               | Annapurna Pictures Point Grey Pictures                | Conrad Vernon, Greg Tiernan        | Jonah Hill, Salma Hayek, Seth Rogen, James Franco, Edward Norton, Michael Cera, Paul Rudd      |
| 13.   | 24 hét                       | 24 Wochen                   | Zero One Film, Das Kleine Fernsehspiel (ZDF)          | Anne Zohra Berrached               | Barbara Focke, Emilia Pieske, Johanna Gastdorf, Julia Jentsch, Maria-Victoria Dragus           |
| 13.   | Az utolsó tangónk            | Un tango más                | Lailaps Pictures, Horres Film + TV                    | German Kral                        | Alejandra Gutty, Juan Carlos Copes, Juan Malizia, María Nieves Rego, Pancho Martínez Pey       |
| 13.   | Inferno                      | Inferno                     | Columbia Pictures, Imagine Entertainment              | Ron Howard                         | Tom Hanks, Felicity Jones, Ben Foster, Irfán Khán, Sidse Babett Knudsen, Omar Sy               |
| 13.   | Mérges Buddha                | Der zornige Buddha          | Metafilm, Tellux Film                                 | Stefan Ludwig                      | ––                                                                                             |
| 13.   | Titkok és vallomások         | Le confessioni              | Bibi Film TV, Barbary Films, Canal+                   | Roberto Andò                       | Connie Nielsen, Daniel Auteuil, Moritz Bleibtreu, Pierfrancesco Favino, Toni Servillo          |
| 20.   | Az utolsó király             | Birkebeinerne               | Newgrange Pictures, Nordisk Film Production           | Nils Gaup                          | Kristofer Hivju, Jakob Oftebro, Nikolaj Lie Kaas, Pal Sverre Valheim Hagen                     |
| 20.   | Érettségi                    | Bacalaureat                 | Les Films du Fleuve, Mobra Films, Romanian Film Board | Cristian Mungiu                    | Adrian Titieni, Maria-Victoria Dragus, Rares Andrici                                           |
| 20.   | Gagarin                      | Gagarin. Pervij v kozmosze  | Kremlin Films                                         | Pavel Parhomenko                   | Jaroszlav Zsalnin, Vadim Micsman, Olga Ivanova, Nadezsda Markina, Viktor Proszkurin            |
| 20.   | Jack Reacher: Nincs visszaút | Jack Reacher: Never Go Back | Paramount Pictures                                    | Edward Zwick                       | Tom Cruise, Cobie Smulders, Danika Yarosh, Patrick Heusinger, Aldis Hodge                      |
| 20.   | Lángelmék                    | Masterminds                 | Broadway Video, Michaels-Goldwyn                      | Jared Hess                         | Zach Galifianakis, Kristen Wiig, Jason Sudeikis, Owen Wilson, Mary Elizabeth Ellis, Ken Marino |
| 27.   | A graffaló                   | The Gruffalo                | Magic Light Pictures, Studio Soi, Orange Eye          | Jakob Schuh, Max Lang              | Helena Bonham Carter, James Corden, Tom Wilkinson, John Hurt, Robbie Coltrane                  |
| 27.   | A graffalókölyök             | The Gruffalo's Child        | Magic Light Pictures, Studio Soi, Orange Eye          | Johannes Weiland, Uwe Heidschötter | Helena Bonham Carter, James Corden, Tom Wilkinson, John Hurt, Robbie Coltrane                  |
| 27.   | A könyvelő                   | The Accountant              | Warner Bros., Electric City Entertainment             | Gavin O’Connor                     | Anna Kendrick, Ben Affleck, J. K. Simmons, Jeffrey Tambor, John Lithgow, Jon Bernthal          |
| 27.   | Boszi seprűnyélen            | Room on the Broom           | Magic Light Pictures, Orange Eye                      | Jan Lachauer, Max Lang             | ––                                                                                             |
| 27.   | Bot Benő                     | Stick Man                   | Magic Light Pictures, Orange Eye                      | Daniel Snaddon, Jeroen Jaspaert    | Martin Freeman, Jennifer Saunders, Russell Tovey, Rob Brydon                                   |
| 27.   | Halál Szarajevóban           | Smrt u Sarajevu             | Margo Cinema, SCCA / pro.ba                           | Danis Tanović                      | Snezana Markovic, Izudin Bajrović, Vedrana Seksan, Muhamed Hadzovic                            |
| 27.   | Jutalomjáték                 | The Carer                   | Hopscotch Films, Mythberg Films                       | Edelényi János                     | Brian Cox, Anna Chancellor, Emilia Fox, Lukáts Andor, Roger Moore                              |
| 27.   | Tökös ötös                   | Five                        | Les Films du Kiosque, StudioCanal, France 2 Cinéma    | Igor Gotesman                      | Pierre Niney, François Civil, Igor Gotesman, Margot Bancilhon                                  |
| 27.   | Trollok                      | Trolls                      | DreamWorks Animation                                  | Walt Dohrn, Mike Mitchell          | Anna Kendrick, Justin Timberlake, Kunal Nayyar, Gwen Stefani, Zooey Deschanel                  |

### November
| Dátum | Magyar cím                                      | Eredeti cím                             | Filmstúdió                                     | Rendező                     | Főszereplők |
| ----- | ----------------------------------------------- | --------------------------------------- | ---------------------------------------------- | --------------------------- | --- |
| 3.    | Állva maradni                                   | Rester vertical                         | Les Films du Worso, Arte France Cinéma, Canal+ | Alain Guiraudie             | Damien Bonnard, Raphaël Thierry, India Hair, Christian Bouillette                                                                      |
| 3.    | Az eljövendő napok                              | L'avenir                                | CG Cinéma, Detailfilm, Arte France Cinéma      | Mia Hansen-Løve             | Isabelle Huppert, André Marcon, Roman Kolinka, Edith Scob, Yvette Lavastre, Sarah Le Picard                                            |
| 3.    | Belle és Sébastien – A kaland folytatódik       | Belle et Sébastien, l’aventure continue | Gaumont                                        | Christian Duguay            | Félix Bossuet, Tchéky Karyo, Thierry Neuvic, Margaux Chatelier, Thylane Blondeau, Ludi Boeken                                          |
| 3.    | Bűnvadászok (újra bemutatás)                    | I due superpiedi quasi piatti           | Tritone Cinematografica                        | Enzo Barboni                | Terence Hill, Bud Spencer, David Huddleston, Luciano Catenacci, Ezio Marano, Luciano Rossi                                             |
| 3.    | Doctor Strange                                  | Doctor Strange                          | Marvel, Walt Disney Pictures                   | Scott Derrickson            | Benedict Cumberbatch, Chiwetel Ejiofor, Rachel McAdams, Michael Stuhlbarg, Mads Mikkelsen, Tilda Swinton, Amy Landecker, Benedict Wong |
| 3.    | Harmadik típusú találkozások Zsigmond Vilmossal | Close Encounters with Vilmos Zsigmond   | ––                                             | Pierre Filmon               | John Boorman, Peter Fonda, Zsigmond Vilmos, Nancy Allen                                                                                |
| 10.   | Aladin legújabb kalandjai                       | Les nouvelles aventures d'Aladin        | 74 films, Pathé, M6 Films                      | Arthur Benzaquen            | Kev Adams, Jean-Paul Rouve, Vanessa Guide, William Lebghil, Audrey Lamy                                                                |
| 10.   | Café Society                                    | ––                                      | FilmNation Entertainment                       | Woody Allen                 | Kristen Stewart, Jesse Eisenberg, Steve Carell, Blake Lively, Tony Sirico                                                              |
| 10.   | A martfűi rém                                   | ––                                      | Focus Fox Studio                               | Sopsits Árpád               | Hajduk Károly, Balsai Móni, Anger Zsolt, Trill Zsolt, Bárnai Péter, Jászberényi Gábor                                                  |
| 10.   | Barbie: Csillagok között                        | Barbie: Star Light Adventure            | Guru Animation Studio                          | Michael Goguen              | Erica Lindbeck, Robbie Daymond, Kimberly Woods, Dwight Schultz, Ben Bledsoe                                                            |
| 10.   | Érkezés                                         | Arrival                                 | FilmNation Entertainment                       | Denis Villeneuve            | Amy Adams, Jeremy Renner, Forest Whitaker, Michael Stuhlbarg, Mark O’Brien, Tzi Ma                                                     |
| 17.   | A sors kegyeltjei... meg a többiek              | Ma loute                                | 3B Productions                                 | Bruno Dumont                | Fabrice Luchini, Juliette Binoche, Valeria Bruni Tedeschi, Jean-Luc Vincent, Laura Dupré                                               |
| 17.   | Az ismeretlen lány                              | La fille inconnue                       | Les Films du Fleuve, Archipel 35               | Jean-Pierre és Luc Dardenne | Adèle Haenel, Olivier Bonnaud, Jérémie Renier, Louka Minnella                                                                          |
| 17.   | Az utolsó emberig                               | Blood Father                            | Wild Bunch                                     | Jean-François Richet        | Mel Gibson, Erin Moriarty, Diego Luna, William H. Macy                                                                                 |
| 17.   | Creative Control                                | ––                                      | Ghost Robot, Greencard Pictures                | Benjamin Dickinson          | Alexia Rasmussen, Dan Gill, Jessica Blank, Meredith Hagner, Nora Zehetner                                                              |
| 17.   | Éjszakai ragadozók                              | Nocturnal Animals                       | UIP-Duna                                       | Tom Ford                    | Amy Adams, Jake Gyllenhaal, Michael Shannon, Aaron Taylor-Johnson, Isla Fisher, Armie Hammer, Laura Linney, Michael Sheen              |
| 17.   | Legendás állatok és megfigyelésük               | Fantastic Beasts and Where to Find Them | Warner Bros.                                   | David Yates                 | Eddie Redmayne, Katherine Waterston, Ezra Miller, Colin Farrell, Ron Perlman, Jon Voight                                               |
| 17.   | Mentőakció                                      | Infini                                  | Storm Vision Entertainment                     | Shane Abbess                | Daniel MacPherson, Grace Huang, Luke Hemsworth, Luke Ford, Bren Foster, Dwaine Stevenson                                               |
| 24.   | A mélység kalandora                             | L'odyssée                               | Pan Européenne, Curiosa Films                  | Jérôme Salle                | Alberto Nicolo', Audrey Tautou, Chloe Hirschman, Lambert Wilson, Pierre Niney                                                          |
| 24.   | Az állam Fritz Bauer ellen                      | Der Staat gegen Fritz Bauer             | Zero One Film, Terz Film                       | Lars Kraume                 | Burghart Klaußner, Rüdiger Klink, Andrej Kaminsky, Jörg Schüttauf                                                                      |
| 24.   | Bezárva                                         | Shut In                                 | EuropaCorp                                     | Farren Blackburn            | Naomi Watts, Jacob Tremblay, Charlie Heaton, Oliver Platt, David Cubitt, Crystal Balint                                                |
| 24.   | Cop Mortem                                      | ––                                      | Macleod Film                                   | Kovalik József              | Kamarás Iván, Gáti Oszkár, Nagy Zsolt, Anger Zsolt, Ganxsta Zolee, Szabó Győző, Gesztesi Károly                                        |
| 24.   | Hogyan találtam rá a boldogságra az El caminón  | Ich bin dann mal weg                    | Gesellschaft für feine Filme                   | Julia von Heinz             | Devid Striesow, Martina Gedeck, Karoline Schuch, Annette Frier                                                                         |
| 24.   | Tapló télapó 2.                                 | Bad Santa 2                             | Miramax                                        | Mark Waters                 | Billy Bob Thornton, Kathy Bates, Tony Cox, Christina Hendricks, Brett Kelly, Ryan Hansen                                               |

### December
| Dátum | Magyar cím                               | Eredeti cím                                    | Filmstúdió                                                       | Rendező                 | Főszereplők |
| ----- | ---------------------------------------- | ---------------------------------------------- | ---------------------------------------------------------------- | ----------------------- | --- |
| 1.    | #Sohavégetnemérős                        | ––                                             | Laokoon Cinema, Színfolt Film                                    | Tiszeker Dániel         | Karácsony Tamás "Fluor", Csöndör László (Diaz), Ötvös András, Trecskó Zsófia                                   |
| 1.    | A szobalány                              | Ah-ga-ssi                                      | Moho Film, Yong Film                                             | Park Chan-wook          | Jung-woo Ha, Min-Hee Kim, Jin-woong Jo, Tae Ri Kim                                                             |
| 1.    | Én, Daniel Blake                         | I, Daniel Blake                                | Sixteen Films, Why Not Productions                               | Ken Loach               | Dave Johns, Hayley Squires, Micky McGregor                                                                     |
| 1.    | …és megint dühbe jövünk (újra bemutatás) | Pari e dispari                                 | Columbia Pictures, Derby Cinematografica                         | Sergio Corbucci         | Bud Spencer, Terence Hill, Woody Woodbury, Luciano Catenacci                                                   |
| 1.    | Halj már meg!                            | ––                                             | FocusFox Studio, Honeymood Films                                 | Kamondi Zoltán          | Kováts Adél, Ónodi Eszter, Csákányi Eszter, Hegedűs D. Géza, Cserhalmi György, Törőcsik Mari, Koncz Gábor      |
| 1.    | Önkontroll                               | Inner Workings                                 | Walt Disney Animation Studios, Walt Disney Pictures              | Leo Matsuda             | Raymond S. Persi                                                                                               |
| 1.    | Szövetségesek                            | Allied                                         | GK Films, Huahua Media, ImageMovers                              | Robert Zemeckis         | Brad Pitt, Marion Cotillard, Lizzy Caplan, August Diehl                                                        |
| 1.    | Underworld – Vérözön                     | Underworld: Blood Wars                         | Lakeshore Entertainment, Screen Gems, Sketch Films               | Anna Foerster           | Kate Beckinsale, Theo James, Charles Dance, Alicia Vela-Bailey                                                 |
| 1.    | Vaiana                                   | Moana                                          | Walt Disney Animation Studios, Walt Disney Pictures              | Ron Clements, Don Hall  | Auli'i Cravalho, Dwayne Johnson, Rachel House, Nicole Scherzinger, Alan Tudyk                                  |
| 8.    | A démon arca                             | Incarnate                                      | IM Global, Blumhouse Productions                                 | Brad Peyton             | Aaron Eckhart, Catalina Sandino Moreno                                                                         |
| 8.    | Az ügyfél                                | Forushande                                     | Arte France Cinéma, Doha Film Institute, Farhadi Film Production | Aszhar Farhadi          | Shahab Hosseini, Taraneh Alidoosti                                                                             |
| 8.    | Dizájneren                               | ––                                             |                                                                  | Horváth Balázs          | –– |
| 8.    | Hideg hegyek                             | Cold of Kalandar                               | Katapult Film                                                    | Mustafa Kara            | Haydar Sisman, Nuray Yesilaraz, Hanife Kara, Ibrahim Kuvvet, Temel Kara                                        |
| 8.    | Hivatali karácsony                       | Office Christmas Party                         | Bluegrass Films, DreamWorks, Paramount Pictures                  | Josh Gordon, Will Speck | T. J. Miller, Jennifer Aniston, Courtney B. Vance, Jason Bateman, Kate McKinnon                                |
| 8.    | Nincs kegyelem                           | ––                                             | Közép-európai Média Intézet                                      | Matúz Gábor             | Törőcsik Mari, Kubik Anna, Ráckevei Anna, Györgyi Anna, Gáspár Tibor, Nyakó Júlia, Szakács Tibor               |
| 15.   | Aranjuezi szép napok                     | Les beaux jours d'Aranjuez                     | Alfama Films, Neue Road Movies                                   | Wim Wenders             | Reda Kateb, Sophie Semin, Jens Harzer                                                                          |
| 15.   | Derült égből apu                         | Demain tout commence                           | Mars Films, Vendôme Production, Poisson Rouge Pictures           | Hugo Gélin              | Clémence Poésy, Omar Sy                                                                                        |
| 15.   | Pápai bazilikák 3D                       | St. Peter's and the Papal Basilicas of Rome 3D | Sky 3D, Centro Televisivo Vaticano                               | Luca Viotto             | Micol Forti, Adriano Giannini, Antonio Paolucci, Paolo Portoghesi, Claudio Strinati                            |
| 15.   | Soul Exodus                              | ––                                             | Film Street                                                      | Bereczki Csaba          | Michael Alpert, Dan Kahn, Psoy Korolenko, Bob Cohen, Jake Shulman-Men                                          |
| 15.   | Zsivány Egyes – Egy Star Wars-történet   | Rogue One: A Star Wars Story                   | Lucasfilm Ltd.                                                   | Gareth Edwards          | Felicity Jones, Ben Mendelsohn, Donnie Yen, Jiang Wen, Forest Whitaker, Mads Mikkelsen, Alan Tudyk, Diego Luna |
| 22.   | Énekelj!                                 | Sing                                           | Illumination Entertainment                                       | Garth Jennings          | Scarlett Johansson, Taron Egerton, Matthew McConaughey, Reese Witherspoon, Nick Offerman                       |
| 22.   | Hóesés Barcelonában                      | Barcelona, nit d'hivern                        | Barcelona Nit de Films, El Terrat                                | Dani de la Orden        | Aina Clotet, Alberto San Juan, Àlex Maruny, Àlex Monner, Alexandra Jiménez                                     |
| 22.   | Miért pont Ő?                            | Why Him?                                       | 20th Century Fox                                                 | John Hamburg            | Zoey Deutch, James Franco, Tangie Ambrose, Cedric the Entertainer                                              |
| 22.   | Olli Mäki legboldogabb napja             | Hymyilevä mies                                 | Aamu Filmcompany, ONE TWO Films                                  | Juho Kuosmanen          | Jarkko Lahti, Eero Milonoff, Joonas Saartamo, Oona Airola, Marko Wilskman                                      |
| 22.   | Váratlan szépség                         | Collateral Beauty                              | New Line Cinema, Village Roadshow Pictures                       | David Frankel           | Will Smith, Edward Norton, Kate Winslet, Michael Peña, Helen Mirren                                            |
| 29.   | A fegyvertelen katona                    | Hacksaw Ridge                                  | Pandemonium Films                                                | Mel Gibson              | Andrew Garfield, Vince Vaughn, Sam Worthington, Hugo Weaving, Teresa Palmer                                    |
| 29.   | Assassin's Creed                         | ––                                             | Regency Enterprises, Ubisoft                                     | Justin Kurzel           | Michael Fassbender, Marion Cotillard, Jeremy Irons, Brendan Gleeson, Michael Kenneth Williams                  |
| 29.   | Egyesült szerelmes államok               | Zjednoczone stany milosci                      | Common Ground Pictures, Film i Väst, Manana                      | Tomasz Wasilewski       | Julia Kijowska, Magdalena Cielecka, Dorota Kolak, Marta Nieradkiewicz                                          |
| 29.   | Kaliforniai álom                         | La La Land                                     | Black Label Media, Gilbert Films, Impostor Pictures              | Damien Chazelle         | Ryan Gosling, Emma Stone, J. K. Simmons, Finn Wittrock, Sonoya Mizuno, Rosemarie DeWitt                        |
| 29.   | Teljesen idegenek                        | Perfetti sconosciuti                           | Lotus Productions, Medusa Film, Leone Film Group                 | Perfetti sconosciuti    | Giuseppe Battiston, Anna Foglietta, Marco Giallini, Edoardo Leo                                                |

## Moziban nem játszott filmek
- Dupla csapda (2011)
- Ketrecharc 3. – Mindvégig (2016)
- Ip Man 3. – A védelmező (2015)
- Mentőakció (2015)
- Tripla kilences (2016)
- Célpont neve: Salazar (2016)
- Az Igazság mecénása – A feloldozás (2015)
- Partizán (2015)
- A megtisztulás éjszakája: Választási év (2016)
- Kémek a szomszédban (2016)
- A grizzly birodalma (2015)
- Kontroll nélkül (2014)
- Tökös csávó 2. (2014)

### Dokumentumfilmek
- Magyar csapat – „…még 50 perc…” (2016. június 9. – TV2)

## Díjak, fesztiválok
- 88. Oscar-gála

legjobb film: Spotlight – Egy nyomozás részletei
legjobb idegen nyelvű film: Saul fia
legjobb rendező: Alejandro González Iñárritu – A visszatérő
legjobb női főszereplő: Brie Larson – A szoba
legjobb férfi főszereplő: Leonardo DiCaprio – A visszatérő
legjobb női mellékszereplő: Alicia Vikander – A dán lány
legjobb férfi mellékszereplő: Mark Rylance – Kémek hídja
- 73. Golden Globe-gála

legjobb drámai film: A visszatérő
legjobb komédia vagy musical: Mentőexpedíció
legjobb idegen nyelvű film: Saul fia
legjobb rendező: Alejandro González Iñárritu – A visszatérő
legjobb színésznő (dráma): Brie Larson – A szoba
legjobb férfi színész (dráma): Leonardo DiCaprio – A visszatérő
legjobb színésznő (komédia vagy musical): Jennifer Lawrence – Joy
legjobb férfi színész (komédia vagy musical): Matt Damon – Mentőexpedíció
- 29. Európai Filmdíj-gála

legjobb film: Toni Erdmann
legjobb filmvígjáték: Az ember, akit Ovénak hívnak
legjobb rendező: Maren Ade – Toni Erdmann
legjobb színésznő: Sandra Hüller – Toni Erdmann
legjobb színész: Peter Simonischek – Toni Erdmann
közönségdíj: Test
- 41. César-díjátadó

legjobb film: Fatima
legjobb külföldi film: Birdman avagy (A mellőzés meglepő ereje)
legjobb rendező: Arnaud Desplechin – Fiatal éveim
legjobb színész: Vincent Lindon – Mennyit ér egy ember?
legjobb színésznő: Catherine Frot – Marguerite – A tökéletlen hang
- 69. Cannes-i Fesztivál

Arany Pálma: Én, Daniel Blake
nagydíj: Ez csak a világ vége
a zsűri díja: American Honey
legjobb rendezés díja  (megosztva): Érettségi; Personal Shopper
legjobb női alakítás díja: Jaclyn Jose – Ma' Rosa
legjobb férfi alakítás díja: Shahab Hosseini – Az ügyfél
legjobb forgatókönyv díja: Az ügyfél – forgatókönyvíró: Aszhar Farhadi
- 1. Magyar Filmdíj-gála

Legjobb játékfilm: Liza, a rókatündér
Legjobb tévéfilm: Félvilág
Legjobb rendező: Ujj Mészáros Károly – Liza, a rókatündér
Legjobb forgatókönyvíró: Köbli Norbert – Félvilág
Legjobb női főszereplő: Balsai Móni – Liza, a rókatündér
Legjobb férfi főszereplő: ifj. Vidnyánszky Attila – Veszettek
- 69. BAFTA-gála
- 36. Arany Málna-gála

## Halálozások
- január 1. - Zsigmond Vilmos Oscar-díjas magyar operatőr (* 1930)
- január 2. - Michel Delpech francia énekes, dalszerző, színész (* 1946)
- január 4. - Michel Galabru francia színész (* 1922)
- január 4. - Robert Stigwood ausztrál zenei menedzser, filmproducer (* 1934)
- január 6. - Silvana Pampanini, olasz színésznő
- január 7. - Richard Libertini, amerikai színész
- január 9. - Angus Scrimm, amerikai színész
- január 10. - David Bowie angol zenész, színész, és zeneszerző  (* 1947)
- január 10. - David Margulies, amerikai színész
- január 12. - Melania Ursu, román színésznő
- január 12. - Ruth Leuwerik, német színésznő
- január 13. - Tera Wray, amerikai pornószínésznő, modell
- január 13. - Brian Bedford angol színész, szinkronszínész (* 1935)
- január 14. - Alan Rickman angol színész (* 1946)
- január 14. - Franco Citti, olasz színész
- január 15. - Dan Haggerty, amerikai színész
- január 16. - Szabó Duci, erdélyi magyar színésznő
- január 16. - Umberto Raho, olasz színész
- január 19. - Sheila Sim, angol színésznő
- január 19. - Ettore Scola, olasz filmrendező, forgatókönyvíró
- január 26. - Versényi László, színművész, szinkronszínész
- január 29. - Jacques Rivette, francia filmrendező, filmkritikus
- január 30. - Frank Finlay, angol színész
- február 1. - Rácz Géza, színész
- február 3. - Joe Alaskey, amerikai színész, komikus, szinkronszínész
- február 11. - Némedi Mari, színésznő
- február 15. - Vanity, kanadai énekes, színész, modell
- február 15. - George Gaynes, finn születésű amerikai színész
- február 19. - Umberto Eco, olasz író
- február 25. - Psota Irén, kétszeres Kossuth-díjas színművész, a nemzet színésze
- február 28. - George Kennedy, Oscar-díjas amerikai színész
- március 6. - Nancy Reagan, amerikai színésznő, Ronald Reagan amerikai elnök felesége, first lady (1981–1989)
- március 8. - Richard Davalos, amerikai színész
- március 10. - Gogi Grant, amerikai énekesnő, színésznő
- március 16. - Andai Györgyi, Jászai Mari-díjas színésznő
- március 17. - Kamondi Zoltán, Balázs Béla-díjas filmrendező, forgatókönyvíró
- március 22. - Pedro Weber Chatanuga, mexikói színész
- március 30. - Krencsey Marianne, színművésznő
- március 31. - Ronnie Corbett, skót színész, humorista
- április 1. - Keres Emil, Kossuth- és kétszeres Jászai Mari-díjas színművész, színigazgató
- április 1. - Pratjusa Banardzsi, indiai televíziós színésznő
- április 5. előtt - Cserhalmi Erzsébet, színésznő
- április 18. - Eva Henning, svéd színésznő
- április 20. - Guy Hamilton, angol filmrendező
- április 26. - Szula László, színművész
- május 3. - Karol Machata, szlovák színész
- május 8. - Nick Lashaway, amerikai színész
- május 8. - William Schallert, amerikai karakterszínész
- május 19. - Alexandre Astruc, francia filmrendező, forgatókönyvíró, író
- május 19. - Alan Young, angol-kanadai-amerikai színész
- május 20. - Rajhona Ádám, Jászai Mari-díjas színész, érdemes művész
- május 28. - Giorgio Albertazzi, olasz színész, filmrendező
- június 2. - Corry Brokken, holland énekesnő, színésznő, műsorvezető
- június 13. - Mészáros „Michu” Mihály, magyar származású amerikai akrobata, kaszkadőr és színész
- június 19. - Anton Yelchin, orosz születésű amerikai színész
- június 26. - Nicole Courcel, francia színésznő
- június 27. - Bud Spencer, olasz színész, úszó, vízilabdázó (* 1929)
- július 2. - Michael Cimino, Oscar-díjas amerikai filmrendező
- július 4. - Kohut Magda, kétszeres Jászai Mari-díjas színművész
- július 10. - Pethő Zsolt, Balázs Béla-díjas zeneszerző
- július 13. - Héctor Babenco, argentínai születésű brazil filmrendező és forgatókönyvíró
- július 19. - Garry Marshall, amerikai filmrendező, producer, író, színész
- július 20. - Radu Beligan, román színész, színházigazgató, egyetemi tanár
- július 31. - Mariana Karr, argentin-mexikói színésznő
- augusztus 2. - David Huddleston, amerikai színész
- augusztus 29. - Gene Wilder, amerikai színész, író, forgatókönyvíró
- szeptember 1. - Jon Polito, amerikai színész
- szeptember 20. - Curtis Hanson, amerikai Oscar-díjas rendező
- október 9. - Andrzej Wajda, Oscar-díjas lengyel filmrendező
- október 14. - Pierre Étaix, francia filmrendező, színész, forgatókönyvíró, bohóc, humorista
- október 16. - Várnagy Katalin, Jászai Mari-díjas színésznő
- október 20. - Michael Massee, amerikai színész
- október 23. - Jimmy Perry, angol színész, forgatókönyvíró
- október 25. - Bara Margit, Kossuth- és Balázs Béla-díjas magyar színművésznő
- október 30. - Szőke István, színész, rendező
- október 30. - Józsa Imre, Jászai Mari-díjas színművész, szinkronszínész
- november 11. – Robert Vaughn, amerikai színész (* 1932)
- november 19. – Heribert Sasse, osztrák színész, rendező
- november 23. – Andrew Sachs, németországi születésű brit színész
- december 15. – Osiride Pevarello, olasz színész
- december 18. – Gábor Zsazsa, Golden Globe-díjas magyar színésznő (* 1917)
- december 19. – Makay Sándor, színművész, szinkronszínész
- december 27. – Claude Gensac, francia színésznő
- december 27. – Carrie Fisher, amerikai színésznő, forgatókönyvíró, író (* 1956)
- december 28. – Debbie Reynolds, amerikai színésznő, Carrie Fisher édesanyja (* 1932)
- december 31. – William Christopher, amerikai színész